# Tzicumaltic
Tzicumaltic är en ort i Mexiko.   Den ligger i kommunen La Trinitaria och delstaten Chiapas, i den sydöstra delen av landet, 900 km öster om huvudstaden Mexico City. Tzicumaltic ligger 1 397 meter över havet och antalet invånare är 109.
Terrängen runt Tzicumaltic är kuperad åt sydväst, men åt nordost är den platt. Terrängen runt Tzicumaltic sluttar söderut. Runt Tzicumaltic är det ganska glesbefolkat, med 43 invånare per kvadratkilometer. Närmaste större samhälle är Vicente Guerrero, 6,9 km söder om Tzicumaltic. I omgivningarna runt Tzicumaltic växer huvudsakligen savannskog.